# Koning Cophetua en het bedelmeisje
King Cophetua and the Beggar Maid (Nederlands: Koning Cophetua en het bedelmeisje) is een schilderij van de Engelse kunstschilder Edward Burne-Jones, voltooid in 1884, olieverf op doek, 293,4 x 135,9 centimeter groot. Afgebeeld wordt een scène uit een zestiende-eeuwse Britse legende, waarin een koning, Cophetua liefde opvat voor een bedelares. Het schilderij is sinds 1960 te zien in het Tate Britain te Londen.

## Cophetua en het bedelmeisje
Cophetua en het bedelmeisje is een oud-Britse legende uit het Elizabethaanse tijdperk, aangehaald door William Shakespeare in - onder andere - Romeo and Juliet (1597), als ballade opgetekend door Thomas Percy in diens Reliques of Ancient English Poetry (1765) en onder de titel The beggar maid tot gedicht bewerkt door Alfred Tennyson (1842).
De legende verhaalt van de Afrikaanse koning Cophetua die zich tot geen enkele vrouw aangetrokken voelt, totdat hij vanuit het paleisraam het bedelmeisje Penelophon voorbij ziet lopen, met amper voldoende kleren om haar lichaam te bedekken. Voor de koning is het liefde op het eerste gezicht.
Tennyson schrijft in zijn gedicht:
So sweet a face, such angel grace,
In all that land had never been.
Cophetua sware a royal oath:
This beggar maid shall be my queen!’
Cophetua spoedt zich achter het armelijke meisje aan en maakt haar tot zijn vrouw. Hij schenkt haar zelfs zijn kroon. Eenmaal op de troon is de armoedige afkomst van Penelophon op geen enkele manier meer te herkennen, waarmee de egalitaire moraal van het verhaal is gegeven: liefde gaat door alle standen heen. Dat neemt niet weg dat zij hem voortdurend op afstand houdt, hoezeer hij haar ook blijft aanbidden.

## Afbeelding
King Cophetua and the Beggar Maid past in de prerafaëlitische traditie om te kiezen voor middeleeuwse thema's, vaak ontleend aan de literatuur. Cophetua zit in zijn paleiskamer aan de voeten van de schaars en armoedig geklede Penelophon en biedt haar zijn kroon aan. Geschilderd vanuit een laag gezichtspunt torent ze dominant boven hem uit, uitdrukkend hoezeer ze wordt aanbeden, maar ook hoezeer zij hem in haar macht heeft. Tegelijkertijd lijkt Penelophon zich niet geheel op haar plaats te voelen. Ze laat zijn smachtende blik onbeantwoord. Burne-Jones voegt daarmee een element van afstandelijkheid toe, dat het schilderij een bijzondere spanning geeft. De anemonen in haar hand symboliseren de niet gezochte en daarmee onbeantwoorde liefde.

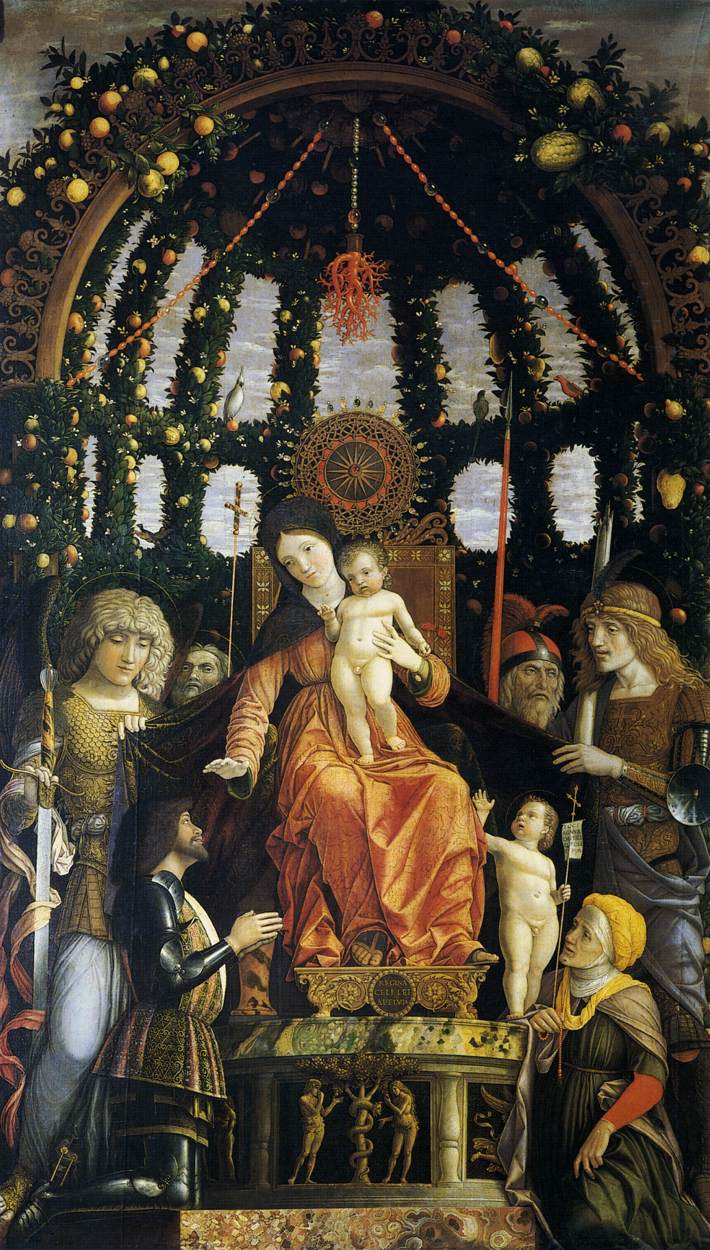
Andrea Mantegna: Donna della Vittoria, 1496, Louvre.

Burne-Jones liet zich voor de compositie van King Cophetua and the Beggar Maid inspireren door Andrea Mantegna's Donna della Vittoria (1496), waarvan hij een fotoafdruk bezat. Typerend voor de Prerafaëlieten is het ook hier niet geheel correct weergegeven perspectief, hetgeen de kunstenaar overigens weet te verbloemen door de overdadige toevoeging van kledingstukken, schaduwpartijen en gouden ornamenten, waarmee hij de aandacht afleidt. Het smalle formaat van het grote schilderij creëert een gevoel van engte en verdrukking. Door een venster, boven op de achtergrond, is een landschap zichtbaar dat symbool staat voor de buitenwereld waaruit Penelophon afkomstig is. Vanuit dit venster voegt Burne-Jones bovendien een extra lichtbron toe die ervoor zorgt dat ze van alle kanten belicht wordt. De twee zachtjes zingende koorjongens op de balustrade lijken haar extra eer te bewijzen.

## Historie
Burne-Jones werd jarenlang geïntrigeerd door de legende van Copethia en Penelophon. Een eerste schilderij naar het thema dateert al uit 1862. Vanaf het midden van de jaren 1870, zo blijkt uit zijn schetsboeken, maakte hij voortdurend studies, zelfs nog terwijl hij al bijna klaar was met het uiteindelijke werk. Tot op het laatst toe bleef hij experimenteren met de lichtinval. Het gezicht van Cophetua schilderde hij diverse keren over.
In 1884 exposeerde Burne-Jones het werk bij Grosvenor Gallery in Londen. In 1889 was het te zien op de Wereldtentoonstelling van 1889 in Parijs, waar het een eervolle vermelding kreeg. In Parijs zag ook Fernand Khnopff het schilderij, toonde zich bijzonder onder de indruk en schreef een lovende bespreking: "Hoe perfect en verrukkelijk waren de uren die ik doorbracht in contemplatie van dit werk van intense schoonheid! Stuk voor stuk worden tedere en kostbare herinneringen tot leven gebracht, diepe emoties van het heden en het verleden, welke ons meer en meer verliefd door raken op de superbe uitvoering van dit prachtige schilderij".
Het schilderij zette ook Jacques Bloem aan tot een gedicht over het thema. Zijn vriendin Nini Brunt schreef in 1978: "Jacques was een groot bewonderaar van de Prerafaelieten en hij werd door het schilderij van Burne-Jones, waarvan ik een reproduktie in mijn kamertje had hangen, tot zijn Koning Cophetua geïnspireerd."
Het schilderij werd in 1884 direct van de kunstenaar aangekocht door de hertog van Wharncliffe. In 1900 werd het uit diens nalatenschap verworven door Tate Gallery, waar het nog steeds te zien is.

## Studies

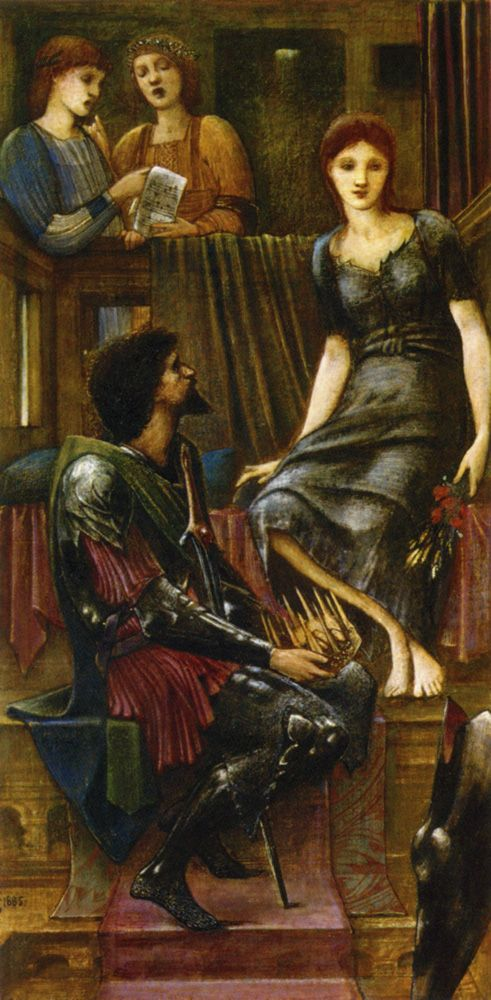
Gouache, 1883, collectie Andrew Lloyd Webber
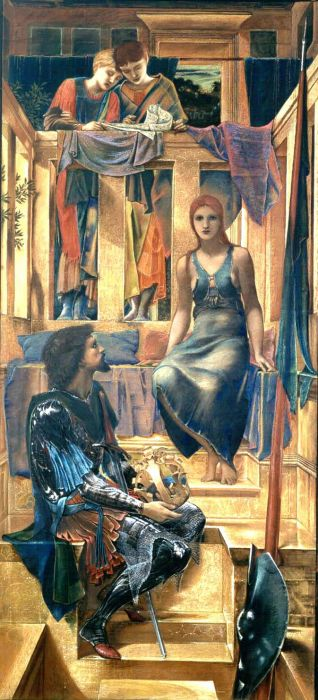
Tekening op volle grootte, 1883, Birmingham Museum
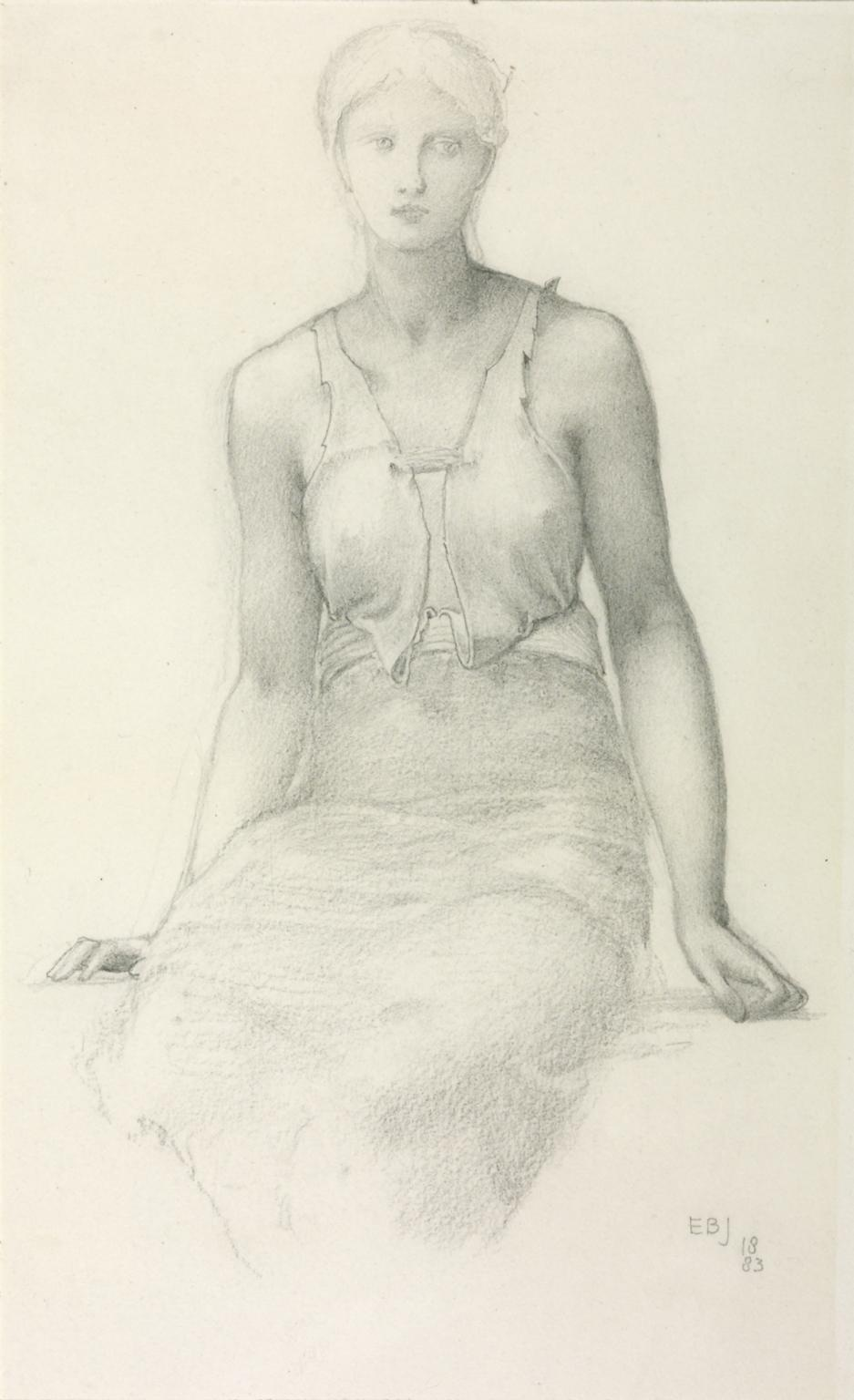
Studie, 1883, Tate Gallery
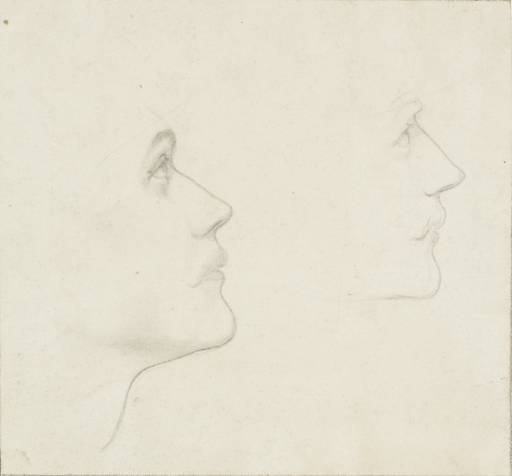
Studie voor het hoofd van Cophetua, 1880, Tate Gallery